# Gérard Darier
Pour les articles homonymes, voir Darier.
Gérard Darier est un acteur, dramaturge et metteur en scène français.
Actif dans le doublage, il est entre autres la voix française régulière d'Eddie Marsan, Billy Bob Thornton et David Cross ainsi qu'une des voix d'Eric Lange, Paul Giamatti, Jason Alexander et Stanley Tucci.

## Théâtre
- 1977 : Le Rendez-vous de Senlis de Jean Anouilh, théâtre Saint-Jean
- 1977 : Les Fourberies de Scapin de Molière, théâtre Saint-Jean
- 1978 : L'Ours de Tchekov, théâtre Saint-Jean
- 1978 : Le Jeu de l'amour et du hasard de Marivaux, théâtre Saint-Jean
- 1979 : Tartuffe de Molière, théâtre Saint-Jean
- 1980 : Des souris et des hommes de John Steinbeck, théâtre Monclar
- 1981 : Les Vautours de Pierre de Prins, théâtre Le Sélénite
- 1983 : Les Caïds de Gérard Darier, théâtre des Blancs-Manteaux
- 1984 : La Salle à manger de Albert Ramsdell Gurney, Petit Montparnasse
- 1985 : Un drôle de cadeau de Jean Bouchaud, théâtre des Mathurins
- 1987 : Le Barbier de Séville de Beaumarchais, Château-Musée de Nemours
- 1988 : Le Mari, la Femme et la Mort d'André Roussin, tournée en France, Suisse, Belgique
- 1989 : Une absence de Loleh Bellon, tournée en France, Suisse, Belgique
- 1992 : En vente dans cette salle de Gérard Darier, Festival d'Avignon
- 1993 : En vente dans cette salle de Gérard Darier, tournée en France, Suisse, Belgique
- 1994 : Josette, Lucien, Robert et les autres de Gérard Darier, théâtre Montmartre-Galabru
- 1994 : La Guerre civile de Henry de Montherlant, théâtre Silvia-Monfort
- 2006 : Jour de soldes de Gérard Darier, théâtre Monclar
- 2007 : Une fête inoubliable de Gérard Darier, théâtre Monclar
- 2008 : Le Système Ribadier de Georges Feydeau, théâtre Montparnasse
- 2009 : Le Système Ribadier de Georges Feydeau, tournée en France, Suisse, Belgique
- 2011 : Embarquement immédiat de Gérard Darier, théâtre Trévise

## Filmographie

### Cinéma
- 1981 : Un étrange voyage d'Alain Cavalier
- 1981 : La Gueule du loup de Michel Léviant
- 1982 : Le Bon Soldat (Il buon soldato) de Franco Brusati
- 1985 : Le Quatrième Pouvoir de Serge Leroy
- 1987 : Si le soleil ne revenait pas de Claude Goretta
- 1988 : Camille Claudel de Bruno Nuytten

### Télévision
- 1979 : Tout le monde m'appelle Pat
- 1980 : La Propriété de Serge Leroy
- 1980 : La Ville noire de Jacques Tréfouël
- 1980 : Anthelme Collet de Jean-Paul Carrère
- 1980 : Médecins de nuit de Jacques Tréfouël, épisode : L'entrepôt (série télévisée)
- 1982 : Pleine lune de Jean-Pierre Richard
- 1982 : Croquignole de Jean Brard
- 1983 : Meurtre en caravane de Jean-Louis Muller
- 1984 : Série noire : Ennemi public n°2 d'Édouard Niermans
- 1984 : Série noire : Sa majesté le flic de Jean-Pierre Decourt
- 1984 : Commissaire Valence de Roland-Bernard
- 1984 : Les Cinq Dernières Minutes, épisode La Quadrature des cercles de Jean-Pierre Richard
- 1985 : Bonne fête maman de Jean-Pierre Richard
- 1986 : Aziza de Niamkoko de Patrick Jamain
- 1986 : Bonjour maître de Denys de La Patellière
- 1988 : L'addition est pour moi de Denis de la Patellière
- 1988 : Prudence de Philippe Galardi
- 1988 : Ennemonde de Claude Santelli
- 1989 : Imogène de François Leterrier
- 1989 : L'addition est pour moi de Denys de La Patellière
- 1989 : Pause-café pause-tendresse de Serge Leroy
- 1990 : Le Gagne-pain de André Moracchini
- 1991 : Maigret et le Corps sans tête de Serge Leroy
- 1991 : Maigret chez les Flamands de Serge Leroy
- 1992 : Chiens et Loups de François Luciani
- 1992 : Sombre Dimanche de Jacques Audouard
- 1992 : Le Paradis des innocents d'Alain Dhénaut
- 1993 : Le Clandestin de Jean-Louis Bertuccelli
- 1993 : L'Instit, épisode 1-01, Les chiens et les loups, de François Luciani : Jo Cayrol
- 1994 : Navarro, épisode Meurtre d'un salaud de Jacques Ertaud
- 1996 : Les Cordier, juge et flic de Marion Sarraut
- 1996 : Quartier libre de Philippe Venault
- 1997 : Un père inattendu d'Alain Bonnot
- 1998 : Mon ami de Claude-Michel Rome
- 1998 : Marion et son tuteur de Jean Larriaga
- 2000 : Les Bœuf-carottes de Claude-Michel Rome
- 2006 : SOS 18 de Patrick Jamain
- 2007 : SOS 18 de Nicolas Picard
- 2008-2017 : Hero Corp de Simon Astier : Stève, « Brasier »
- 2011 : Fais-toi plaisir de Simon Astier
- 2022 : Visitors de Simon Astier

## Doublage

### Cinéma

#### Films
- Billy Bob Thornton dans (10 films) :
  - Bandits (2001) : Terry Lee Collins
  - À l'ombre de la haine (2001) : Hank Grotowski
  - Une chambre pour quatre (2002) : Lonnie Earl Dodd
  - En eaux troubles (2002) : le shérif Darl Hardwick
  - Informers (2008) : William Sloan
  - Le Parfum du succès (en) (2009) : Patrick
  - Whiskey Tango Foxtrot (2016) : le général Hollanek
  - A Million Little Pieces (2018) : Leonard
  - The Gray Man (2022) : Donald Fitzroy
  - Devil's Peak (en) (2023) : Charlie

- Eddie Marsan dans (9 films) :
  - Hancock (2008) : Kenneth « Red » Parker Jr.
  - London Boulevard (2010) : l'inspecteur Bailey
  - Cheval de guerre (2011) : le sergent Fry
  - God's Pocket (2014) : « Smilin » Jack Moran
  - The Secret Man: Mark Felt (2017) : un agent de la CIA
  - Un homme en colère (2021) : Terry Rossi
  - Vesper Chronicles (2022) : Jonas
  - Fair Play (2023) : Campbell
  - Back to Black (2024) : Mitch Winehouse

- Paul Giamatti dans (8 films) :
  - Confidence (2003) : Gordo
  - L'Illusionniste (2006) : l'inspecteur chef Walter Uhl
  - Shoot 'Em Up : Que la partie commence (2007) : Hertz
  - Le Sang des Templiers (2011) : Jean sans Terre
  - Les Marches du pouvoir (2011) : Tom Duffy
  - Parkland (2013) : Abraham Zapruder
  - Twelve Years a Slave (2014) : Theophilus Freeman
  - NWA: Straight Outta Compton (2015) : Jerry Heller

- Steve Buscemi dans (7 films) :
  - Ça tourne à Manhattan  (1995) : Nick Reve
  - Fargo (1996) : Carl Showalter
  - Trees Lounge (1996) : Tommy
  - Une vraie blonde (1997) : Nick
  - The Big Lebowski (1998) : Théodore Donald « Donny » Kerabatsos
  - Louis & Frank (es) (1998) : Drexel
  - Sur la route (2012) : le client de Dean

- Stanley Tucci dans (6 films) :
  - Le Songe d'une nuit d'été (1999) : Puck
  - Les Sentiers de la perdition (2001) : Frank Nitti
  - Swing Vote : La Voix du cœur (2008) : Martin Fox
  - Sous surveillance (2012) : Ray Fuller
  - Percy Jackson : La Mer des monstres (2013) : Dionysos
  - Joker (2015) : Baby

- Jared Harris dans (5 films) :
  - Mesures exceptionnelles (2010) : Dr Kent Webber
  - The Ward : L'Hôpital de la terreur (2011) : Dr Stringer
  - Poltergeist (2015) : Carrigan Burke
  - The Last Face (2016) : Dr John Farber
  - Morbius (2022) : Emil Nikols

- David Koechner dans (4 films) :
  - Destination finale 5 (2011) : Dennis Lapman
  - Piranha 2 3D (2012) : Chet
  - Légendes vivantes (2014) : Champ Kind
  - A Week Away (2021) : David

- Mike O'Malley dans (4 films) :
  - Mademoiselle Détective (2011) : Sam Morris
  - Ma vie avec Liberace (2013) : Tracy Schnelker
  - Seul contre tous (2015) : Daniel Sullivan
  - Sully (2016) : Charles Porter

- Bill Camp dans (4 films) :
  - Des hommes sans loi (2012) : shérif Hodges
  - Lincoln (2012) : M. Jolly
  - Midnight Special (2016) : Doak
  - Hostiles (2018) : Jeremiah Wilks

- David Cross dans :
  - She's the Man (2006) : principal Gold
  - L'An 1 : Des débuts difficiles (2009) : Caïn
  - Kill Your Darlings (2013) : Louis Ginsberg

- David Thewlis dans :
  - La Malédiction (2006) : Jennings
  - Anomalisa (2015) : Michael
  - Enola Holmes 2 (2022) : le commissaire Grail

- Jeffrey Tambor dans :
  - Super Héros Movie (2008) : Dr Whitby
  - Les Winners (2011) : Stephen Vigman
  - 55 Steps (2017) : Morton Cohen

- Jim Gaffigan dans :
  - Outsider (2016) : John Stoehr
  - Peter Pan et Wendy (2023) : M. Mouche
  - Unfrosted : L'Épopée de la Pop-Tart (2024) : Edsel Kellogg II

- Richard E. Grant dans :
  - Hitman and Bodyguard (2017) : M. Seifert
  - Hitman and Bodyguard 2 (2021) : M. Seifert
  - Argylle (2024) : Fowler

- Bob Odenkirk dans :
  - Pentagon Papers (2018) : Ben Bagdikian
  - Nobody (2021) : Hutch « Nobody » Mansell
  - Nobody 2 (2025) : Hutch « Nobody » Mansell

- Sean Patrick Flanery dans :
  - Suicide Kings (1997) : Max Minot
  - Simplement irrésistible (1999) : Tom Barlett

- Mark Feuerstein dans :
  - Amour, piments et bossa nova (2000) : Cliff Lloyd
  - In Her Shoes (2005) : Simon Stein

- Brendan Fraser dans :
  - Endiablé (2000) : Elliot Richards / Jefe / Mary
  - Monkeybone (2001) : Stu Miley

- Simon Kunz dans :
  - Match Point (2005) : Rod Carver
  - F1 (2025) : Don Cavendish

- J. K. Simmons dans :
  - Le Dernier Présage (2006) : Vacaro
  - Tic et Tac, les rangers du risque (2022) : le capitaine Mastic

- André Hennicke dans :
  - Les Buddenbrook, le déclin d'une famille (2008) : Gosch
  - Jonathan (en) (2016) : Burghardt

- Frank Wood dans :
  - L'Échange (2008) : Ben Harris
  - She Said (2022) : Matt Purdy

- Ulrich Thomsen dans :
  - L'Enquête (2009) : Jonas Skarssen
  - Le Dernier des Templiers (2011) : Eckhardt

- Sam Spruell dans :
  - Dangerous People (2014) : Jack Witkowski
  - Sand Castle (2017) : le premier lieutenant Anthony

- Joe Bostick dans :
  - Ça (2017) : Norbert Keene
  - Ça : Chapitre 2 (2019) : Norbert Keene

- Deon Lotz dans :
  - Inside Man: Most Wanted (2019) : Briggs
  - Black Beauty (2020) : Tom

- Nicholas Bell (en) dans :
  - I, Frankenstein (2014) : Carl Avery
  - Elvis (2022) : le sénateur Eastland

- Brad Greenquist dans : 
  - L'Appel de la forêt (2020) : le vendeur de chiens
  - La Méthode Williams (2021) : Bud Collins

- Paul Ritter dans :
  - L'Aigle de la Neuvième Légion (2011) : Galba
  - La Ruse (2021) : Bentley Purchase

- Eddie Izzard dans :
  - Le Virtuose (2014) : Drake
  - Get Duked! (2019) : le duc

- Reed Birney dans :
  - Le Menu (2022) : Richard Liebbrandt
  - Baby Ruby (2022) : Dr Rosenbaum

- 1985[n 1] : D.A.R.Y.L. : Andy Richardson (Michael McKean)
- 1997 : Bienvenue à Sarajevo : Gregg (James Nesbitt)
- 1997 : Le Cinquième Élément : le 1er [Qui ?] et le 5e policiers [Qui ?]
- 1998 : Mary à tout prix : Tucker / Norman « Norm » Phipps (Lee Evans)
- 1999 : En direct sur Ed TV : Raymond « Ray » Pekurny (Woody Harrelson)
- 1999 : 8mm : Max California (Joaquin Phoenix)
- 2000 : Mon voisin le tueur : Dr Nicholas « Oz » Oseransky (Matthew Perry) (version cinéma et vidéo)
- 2000 : Ordinary Decent Criminal : Jerome Higgins (Tim Loane (en))
- 2000 : Eh mec ! Elle est où ma caisse ? : l'officier Rick (Pat Finn (en))
- 2000 : L'Art de la guerre : Robert Bly (Michael Biehn)
- 2000 : Mafia parano : Estuvio Clavo (Michael DeLorenzo (en))
- 2000 : Erin Brockovich, seule contre tous : Tom Robinson (Joe Chrest)
- 2000 : The Patriot : Le Chemin de la liberté : ? (?)
- 2001 : Chevalier : ? (?)
- 2002 : Le Roi Scorpion : Mathayus (Dwayne Johnson)
- 2003 : Les Larmes du Soleil : Michael « Slo » Slowenski (Nick Chinlund)
- 2003 : Le Sourire de Mona Lisa : ? (?)
- 2004 : Silentium : Simon Brenner (Josef Hader)
- 2004 : Fenêtre secrète : John Shooter (John Turturro)
- 2005 : Star Wars, épisode III : La Revanche des Sith : le général Grievous (Matthew Wood)
- 2005 : La Méthode : Fernando (Eduard Fernández)
- 2005 : Sahara : Rudi Gunn (Rainn Wilson)
- 2006 : Confetti (en) : Antoni (Jimmy Carr)
- 2006 : Fido : Bill Robinson (Dylan Baker)
- 2006 : L'Héroïne de Gdansk : Lech Walesa (Andrzej Chyra)
- 2007 : Une avalanche de cadeaux : Jan (Heino Ferch)
- 2008 : Rudo et Cursi : Batuta (Guillermo Francella (es))
- 2008 : L'Amour de l'or : Alfonz (Ewen Bremner)
- 2009 : New York, I Love You : Alex Simmons (Chris Cooper)
- 2010 : Repo Men : Ray (Joe Pingue)
- 2011 : The Descendants : Mark Mitchell (Rob Huebel (en))
- 2012 : The Master : John More (Christopher Evan Welch)
- 2012 : Peace, Love et plus si affinités : Wayne Davidson (Joe Lo Truglio)
- 2013 : Zulu : Rick (Dean Slater)
- 2013 : Homefront : le shérif Keith Rodrigue (Clancy Brown)
- 2013 : Effets secondaires : Carl Millbank (David Costabile)
- 2014 : Birdman : Ralph (Jeremy Shamos)
- 2014 : Le Prodige : Paul Marshall (Michael Stuhlbarg)
- 2015 : Dix-sept Ans de captivité : Glen Dargon (David Warshofsky)
- 2016 : Rogue One: A Star Wars Story : le général Draven (Alistair Petrie)
- 2016 : Oppression : Dr Wilson (Oliver Platt)
- 2016 : Money Monster : ? (?)
- 2016 : Free State of Jones : Jasper Collins (Christopher Berry (en))
- 2017 : Sandy Wexler : Ramiro Alejandro (Eugenio Derbez)
- 2017 : L.A. Rush : M. Carter (Christopher McDonald)
- 2017 : Naked : l'officier Mike Bentley (Dave Sheridan)
- 2017 : Wind River : Dr Whitehurst (Eric Lange)
- 2017 : Black Butterfly : Pat / Marty (Abel Ferrara)
- 2017 : Star Wars, épisode VIII : Les Derniers Jedi : Edrison Peavey (Adrian Edmondson)
- 2018 : Otages à Entebbe : le général Motta Gur (Mark Ivanir)
- 2018 : Carnage chez les Puppets : Vinny (Drew Massey (en)) (voix)
- 2018 : Casse-Noisette et les Quatre Royaumes : un cavalier (Omid Djalili)
- 2018 : L'Ange : Héctor (Luis Gnecco)
- 2018 : Destroyer : Gil Lawson (Toby Huss)
- 2018 : Tanks for Stalin : le chef des brigands [Qui ?]
- 2018 : Father of the Year : ? (?)
- 2019 : Sang froid : le concierge (Nels Lennarson)
- 2019 : 3 from Hell : Winslow Foxworth Coltrane (Richard Brake)
- 2019 : Bacurau : Plinio (Wilson Rabelo)
- 2019 : Charlie's Angels : ? (?)
- 2019 : Une vie cachée : le major Kiel (Martin Wuttke)
- 2019 : Scandale : lui-même (Donald Trump) (images d'archives)
- 2019 : Adults in the Room : ? (?)
- 2019 : Sœurs d'armes : le père de Zara (Mouafaq Rushdie)
- 2020 : One Night in Miami : Myron Cohen (en) (Randall Newsome)
- 2020 : Mon oncle Frank : le prêtre (Michael Harding)
- 2021 : Une affaire de détails : le détective Sal Rizoli (Chris Bauer)
- 2021 : Space Jam : Nouvelle ère : un commentateur du match (Ernie Johnson Jr. (en))
- 2021 : Bartkowiak (en) : Bazyli (Jerzy Klonowski) et un policier (Norbert Kaczorowski)
- 2021 : À quel prix ? : George W. Bush [Qui ?] (voix)
- 2021 : Prime Time (en) : le père de Sébastian (Juliusz Chrząstowski (pl))
- 2021 : Impardonnable : Bob Farrior (William Belleau)
- 2021 : Macbeth : le docteur (Jefferson Mays (en))
- 2021 : Coda : Gio Salgado (Armen Garo)
- 2022 : Uncharted : Carlos, le patron de bar (Joseph Balderrama)
- 2022 : Une amie au poil : Seamus Brady (Tom McBeath)
- 2022 : Interceptor : Frank Collins (Colin Friels (en))
- 2022 : Bon vent (tr) : ? (?)
- 2022 : The Man from Toronto : Green (Darrin Baker)
- 2022 : Prey : le chef Kehetu (Julian Black Antelope)
- 2022 : Glass Onion : Une histoire à couteaux tirés : ? (?)
- 2022 : Le Journal de Noël : Frank Campbell (Henry Packer)
- 2022 : Empire of Light : M. Cooper (Ron Cook)
- 2022 : Du sang sur la forêt (de) : Hans Schüssler (Joachim Krol)
- 2023 : We Have a Ghost : ? (?)
- 2023 : Bird Box Barcelona : Roberto (Gonzalo de Castro (es))
- 2023 : 10 jours du côté du mal (tr) : Hüso (Kadir Çermik (tr))
- 2023 : Totally Killer : Chris Dubasage (Jonathan Potts)
- 2023 : Napoléon : l'ambassadeur autrichien (Tom Godwin)
- 2023 : Surrounded (en) : Curly (Kevin Wiggins)
- 2024 : Tue-moi si tu l'oses (pl) : Bogdan (Mirosław Baka)
- 2024 : Space Cadet (en) : Rudolph Bolton (Dave Foley)
- 2024 : The Instigators : le commissaire (Billy Smith)
- 2024 : Gladiator 2 : ? (?)
- 2024 : Joy (en) : Pr Mason (Adrian Lukis)
- 2025 : Alexander et son Voyage épouvantablement terrible et affreux (en) : Gilbert « Gil » Morales (Cheech Marin)

#### Films d'animation
- 2003 : La Légende de Parva : le professeur Hesse
- 2013 : Turbo : Chet, le frère de Turbo[n 2]
- 2014 : Planes 2 : Maru
- 2015 : Anomalisa : Michael[n 3]
- 2018 : Yéti et Compagnie : Dorgle[n 4]
- 2019 : Dragons 3 : Le Monde caché : Chaghatai Khan[n 5]
- 2019 : Klaus : Aksel Ellingboe[n 6]
- 2021 : LEGO Star Wars : Histoires terrifiantes : le général Grievous
- 2022 : Le Monstre des mers : le capitaine Crow[n 7]
- 2022 : Avalonia, l'étrange voyage : Jaeger Clade[n 8]
- 2023 : L'Éléphante du magicien : Vilna Lutz[n 9]
- 2024 : Haikyū!! : La Guerre des poubelles : Ikkei Ukai[1]
- 2024 : Le Seigneur des anneaux : La Guerre des Rohirrim : Helm Poing-de-marteau[n 10]
- 2025 : Les Schtroumpfs, le film : ?

### Télévision

#### Téléfilms
- Roland Düringer dans :
  - Larmes du désir (2005) : Otto Hasak
  - Pas de vagues (2006) : Otto Hasak

- Dean Hagopian (en) dans :
  - L'Enfer de Madison : Obsession (2020) : Nathan
  - L'Enfer de Madison : Manipulation (2020) : Nathan

- Alex Poch-Goldin dans :
  - Un Noël couronné d'amour (2020) : Tom
  - 20 ans à nouveau ! (2021) : George Hartman

- 2007 : Fin de parcours : Dieter (Wolfram Koch (de))
- 2011 : Too Big to Fail : Débâcle à Wall Street : Ben Bernanke (Paul Giamatti)
- 2014 : Warren Jeffs : Le Gourou polygame : Eddie Dutchover (Kevin Wiggins)
- 2015 : Les Enfants du péché : Secrets de famille : John Amos (Mackenzie Gray)
- 2018 : Un enfant diabolique : Bartlett (Bruce Katzman)
- 2019 : Un baiser pour Noël : le principal Wilson (Willie Garson)
- 2022 : Ray Donovan: The Movie : Terrence « Terry » Donovan (Eddie Marsan)
- 2022 : Il était deux fois Noël : John Peterson (Keith MacKechnie)
- 2022 : La Fable magique de Noël : Miles (John Murphy)
- 2023 : Un Noël enchanté : Michael Balaban (Tommy Cresswell)

#### Séries télévisées
- Reed Birney dans (9 séries) :
  - House of Cards (2013-2017) : Donald Blythe (17 épisodes)
  - American Odyssey (2015) : le sénateur Darnell (3 épisodes)
  - The Americans (2018) : Patrick McCleesh (saison 6, épisodes 1 et 2)
  - A Million Little Things (2019) : Eugene Bloon (saison 1, épisode 12)
  - High Maintenance (2019) : Leonard (saison 3, épisode 9)
  - Bull (2019) : le juge Humphrey (saison 4, épisode 10)
  - The Handmaid's Tale : La Servante écarlate (2021) : Gilead Loyalist (saison 4, épisode 3)
  - Star Trek: Strange New Worlds (2023) : Luq (saison 2, épisode 4)
  - American Horror Story: Delicate (2024) : Dexter Harding Sr. (saison 12)

- Eric Lange dans (8 séries) :
  - Lost : Les Disparus (2009) : Stuart Radzinsky (saison 5)
  - New York, unité spéciale (2010) : Bruce Kelton (saison 11, épisode 16)
  - Fringe (2012) : Gael Manfretti (saison 5, épisode 2)
  - Grimm (2013) : Dominick Spinner (saison 2, épisode 16)
  - Once Upon a Time (2014) : le prince Leopold (saison 3, épisode 18)
  - Stalker (2014) : Larry Meyers (épisode 1)
  - Unbelievable (2019) : l'inspecteur Parker (mini-série)
  - The Premise (2021) : Eli Spector (épisode 5)

- Billy Bob Thornton dans (5 séries) :
  - The Big Bang Theory (2014) : Dr Oliver Lorvis (saison 8, épisode 7)
  - Fargo (2014-2017) : Lorne Malvo (11 épisodes)
  - Goliath (2016-2021) : Billy McBride (32 épisodes)
  - 1883 (2021) : le marshal Jim Courtright (mini-série)
  - Landman (depuis 2024) : Tommy Norris

- Eddie Marsan dans (4 séries) :
  - Ray Donovan (2013-2020) : Terrence « Terry » Donovan (82 épisodes)
  - River (2015) : Thomas Neill Cream (mini-série)
  - The Pact (en) (2021) : Arwel (4 épisodes)
  - Le Pouvoir (depuis 2023) : Bernie Monke

- Nigel Lindsay (en) dans (4 séries) :
  - Hercule Poirot (2013) : Francesco (saison 13, épisode 4)
  - Innocent (en) (2018) : William Beech (mini-série)
  - Safe (2018) : Jojo Marshall (mini-série)
  - The Last Kingdom (2020) : Rhodri (saison 4)

- David Koechner dans (4 séries) :
  - Justified (2014-2015) : le député Greg Sutter (saison 5, épisode 1 et saison 6, épisode 13)
  - Angie Tribeca (2016) : le commissaire Bigfish (saison 1, épisode 5)
  - Twin Peaks (2017) : l'inspecteur D. Fusco (saison 3)
  - Bless this Mess (en) (2019-2020) : Beau Bowman (26 épisodes)

- Jason Alexander dans (4 Séries) :
  - The Grinder (2015-2016) : Cliff Beamis (4 épisodes)
  - Young Sheldon (2018-2022) : M. Gene Lundy (5 épisodes)
  - La Fabuleuse Madame Maisel (2019-2022) : Asher Friedman (4 épisodes)
  - La Folle Histoire du monde 2 (2023) : Maurice Cheeks (mini-série)

- Carsten Norgaard dans (4 séries) :
  - Le Maître du Haut Château (2015-2018) : Rudolph Wegener / Victor Baynes (10 épisodes)
  - Reine du Sud (2019) : Dieter Fassler (saison 4, épisodes 3 et 10)
  - New York, crime organisé (2022) : Rutger Ulrich (saison 2, épisode 19)
  - Blacklist (2023) : Sven Hollufson (saison 10, épisodes 7 et 9)

- Marc Vann dans :
  - Les Experts (2000-2015) : Conrad Ecklie (67 épisodes)
  - Standoff : Les Négociateurs (2006) : Roger Lestak (épisode 11)
  - Esprits criminels (2007 / 2015) : l'agent Adam Fuchs (saison 3, épisode 9 puis saison 10, épisode 18)

- David Cross dans :
  - Arrested Development (2003-2019) : Dr Tobias Fünke (84 épisodes)
  - New York, section criminelle (2007) : Ronnie Chase (saison 6, épisode 20)
  - What We Do in the Shadows (2021) : Dominykas le Terrible (saison 3, épisode 9)

- Kevin Chapman dans :
  - Person of Interest (2011-2016) : le lieutenant Lionel Fusco (103 épisodes)
  - Blue Bloods (2019) : Art Buckner (saison 9, épisode 11)
  - City on a Hill (2019) : J. R. Minogue (saison 1)

- Jeffrey Tambor dans :
  - The Good Wife (2013-2014) : le juge George Kluger (4 épisodes)
  - The Millers (2014) : Ed Dolan (saison 1, épisodes 20 et 22)
  - The Orville (2017) : Ben Mercer (saison 1, épisode 2)

- John Bourgeois dans :
  - Killjoys (2017) : Kalla Seyon Trus (saison 3, épisode 6)
  - Ransom (2018) : Phillip Hingston (saison 2, épisode 6)
  - Condor (2018) : le père de Nathan (saison 1, épisodes 3 et 8)

- Alex Jennings dans :
  - Quatre Mariages et un enterrement (en) (2019) : Andrew Aldridge (mini-série)
  - Small Axe (2020) : le juge Edward Clarke (mini-série)
  - The Agency (depuis 2024) : Frank

- Paul Ritter dans :
  - Les Enquêtes de Vera (2011-2013) : Billy Cartwright (12 épisodes)
  - No Offence (2015-2018) : Randolph Miller (21 épisodes)

- Bill Camp dans :
  - Damages (2012) : Samurai 7, le hacker (saison 5)
  - Sirens (2025) : Bruce DeWitt (mini-série)

- Jeremy Bobb dans :
  - Boardwalk Empire (2013) : Dickie Pastor (saison 4, épisode 1)
  - The Outsider (2020) : Alec Pelley (10 épisodes)

- Marcello Romolo dans :
  - The Young Pope (2016) : Don Tommaso Viglietti (mini-série)
  - The New Pope (2020) : Don Tommaso Viglietti (mini-série)

- Tim Ransom dans :
  - Gone (2017) : Cal Carter (épisode 6)
  - The Patient (2022) : Kyle Donohue (mini-série)

- Jared Harris dans :
  - Chernobyl (2019) : Valery Legasov (mini-série)
  - The Beast Must Die (en) (2021) : George Rattery (4 épisodes)

- Chris Bauer dans :
  - For All Mankind (2019) : Deke Slayton (saison 1)
  - Gaslit (2022) : James McCord (mini-série)

- David Thewlis dans :
  - Sandman (depuis 2022) : Dr John Dee
  - Le Renard : Prince des voleurs (depuis 2023) : Norbert Fagin

- 1977[n 11] : Le Muppet Show : Zero Mostel (Zero Mostel) (saison 2, épisode 2)
- 2005 : Les Rois maudits : ? (?) (mini-série)
- 2009 : Insoupçonnable : M. Delany (Jack Fortune)
- 2009 : Heroes : Emile Danko (Željko Ivanek)
- 2011 : Web Therapy : Ted Mitchell (Bob Balaban)
- 2013 : How I Met Your Mother : Calvin (Keegan-Michael Key) (saison 8, épisode 24)
- 2013 : Downton Abbey : Harold Levinson (Paul Giamatti) (saison 4, épisode 9)
- 2017 : Genius : Heinrich Weber (Alistair Petrie) (saison 1)
- 2018 : Deep State (en) : le sénateur Dawes (William Hope)
- 2018 : The Good Cop : Sherman Smalls (John Carroll Lynch)
- 2018 : Dynastie : George (Brian Krause) (saison 2, épisode 3)
- 2018-2019 : Mayans M.C. : Les Packer (Robert Patrick) (saison 1, épisode 1 et saison 2, épisode 4)
- 2018[2]-2021 : Cobra Kai : Tom Cole (David Shatraw)
- 2019 : The Witcher : Borch Trois-Choucas (Ron Cook) (saison 1, épisode 6)
- 2019 : Capitani : Jim Boever (Roland Gelhausen) (6 épisodes)
- 2019 : Un espion très recherché : Robert Patera (Attila Mokos (sk)) (mini-série)
- 2019 : Magnum : Merwan Hayek (Manuel Uriza) (saison 2, épisode 11)
- 2019 : The Chosen : Nicodème (Erick Avari) (saison 1)
- 2020 : The Good Lord Bird : le révérend Martin (Charlie Sexton) (mini-série, épisode 1)
- 2020 : 13 Reasons Why : Hansen Foundry (Reed Diamond) (saison 4)
- 2020 : The Gloaming (en) : Lewis Grimshaw (Aaron Pedersen)
- 2020 : Filthy Rich : Townes Dockerty (Carl Palmer) (4 épisodes)
- 2021 : Riverdale : Samm Pansky (Peter Kelamis (en))
- 2021 : Mare of Easttown : Glen Carroll (Patrick McDade) (mini-série)
- 2021 : Clickbait : Ed Gleed (Wally Dunn) (mini-série)
- 2021 : Calls : Dr Wheating (Stephen Lang) (voix - saison 1, épisode 9)
- 2021 : Big Sky : Bruce Stone (Lorne Cardinal) (saison 1, épisode 10)
- 2021 : The Sinner : le lieutenant Harry Ambrose (Bill Pullman) (2e voix, saison 4)
- 2021 : The Lost Symbol : William Osterman (Ben Carlson (en))
- 2021-2022 : Qui a tué Sara ? : César Lazcano (Ginés García Millán) (25 épisodes)
- 2022 : Le Livre de Boba Fett : Lorta Peel (Stephen Root)
- 2022 : Ola cherche sa voie : ? (?)
- 2022 : Anatomie d'un scandale : Brian Taylor (Richard McCabe) (mini-série)
- 2022 : Suspicion : Grand-père (Ian McElhinney)
- 2022 : Dahmer - Monstres : L'Histoire de Jeffrey Dahmer : Russell Goldstein (David Bowe (en)) (mini-série)
- 2022 : Le Cabinet de curiosités de Guillermo del Toro : M. Labuschagne (Tom Rooney) (saison 1, épisode 6)
- 2022 : Machos alfa : ? (?)
- 2022 : Manifest : le capitaine Ted Colvin (Philip Casnoff) (saison 4, épisodes 4 et 6)
- 2022 : La Disparition de John Darwin : Michael Stephenson (Colin R. Campbell) (mini-série)
- 2022 : A Spy Among Friends (en) : Sir Roger Hollis (Adrian Edmondson) (mini-série)
- 2022 : Angelyne : Mike Cunningham (John Gloria) (mini-série)
- 2022 : La Nuit où Laurier Gaudreault s'est réveillé : Michel (Michel Laperrière) (mini-série)
- 2022 : Trom : Les falaises, le vent et la mort : Óðin í Útistovu (Páll Danielsen (fo))
- 2022 : Reacher : l'officier Baker (Hugh Thompson (en)) (saison 1)
- 2022-2025 : Andor : le major Partagaz (Anton Lesser) (17 épisodes)
- depuis 2022 : The Bear : Cicero (Oliver Platt)
- 2023 : Shahmeran : Ural (Mahir Günşiray)
- 2023 : El silencio : ? (?) (mini-série)
- 2023 : Les Veuves du jeudi : Alfredo Insúa (Luis Gnecco) (mini-série)
- 2023 : 1923 : le juge Roy Garrett (Patrick Burch) (saison 1, épisode 8)
- 2023 : Abysses : Kit (Wayne Charles Baker) (mini-série)
- 2023 : The Mandalorian : le capitaine Gilad Pellaeon (Xander Berkeley) (saison 3, épisode 7)
- 2023 : The Full Monty, la série : David « Dave » Horsfall (Mark Addy) (mini-série)
- 2023 : Signe astrologique : Vierge : le leader du culte (Robert Longstreet) (3 épisodes)
- 2023 : Painkiller : Dr Hartman (Darrin Baker) (mini-série)
- 2023 : La Mort à nu (en) : Andrew Brody (David Hayman) (4 épisodes)
- 2023 : Feedback (pl) : Slawek Kurzyna (Zbigniew Suszyński (pl))
- 2023 : Barry : l'agent Harris (David Warshofsky)
- 2023 : 1670 (en) : Jan Paweł Adamczewski (Bartłomiej Topa)
- 2023[n 12] : Gannibal : Kanemaru (Masaaki Akahori) (saison 1, épisode 7)
- 2024 : Les Frères Sun : Big Sun (Johnny Kou) (4 épisodes)
- 2024 : Ancestral : Tae-seong [Qui ?]
- 2024 : D'une main de fer : Joaquín Manchado (Eduard Fernández)
- 2024 : Tulsa King : le procureur Dylan McGrath (Paden Fallis)
- 2024 : Bandits, bandits : Amphimachus (en) (Sotiris Tzelios)
- 2024 : Blood Legacy (en) : M. M (Deon Lotz)
- 2025 : Zero Day : un présentateur des informations (Wolf Blitzer) (mini-série)
- 2025 : Knokke Off : voix de l'homme à la télé [Qui ?] (saison 2, épisode 2) et voix additionnelles
- 2025 : L'Éternaute : Charly (Carlos March) (mini-série)

#### Séries d'animation
- 2008-2020 : Star Wars: The Clone Wars : le général Grievous
- 2013-2015 : Turbo FAST : Chet
- 2015 : Archer : Lemuel Kane
- 2019 : Scooby-Doo et Compagnie : Penn Jillette (saison 1, épisode 7)
- 2020 : Mages et Sorciers : Les Contes d'Arcadia : le roi Arthur Pendragon et le Chevalier vert (le frère de Morgane)
- 2022 : La Ligue des justiciers : Nouvelle Génération : Graggin et Dr Mark Desmond (2e voix) (saison 4, épisode 18), Tomar-Re (saison 4, épisodes 19 à 21) et Tomar-Tu (saison 4, épisode 24)
- 2023 : Vinland Saga : Eadric (doublage Crunchyroll)
- 2023 : Star Wars: Visions : l'Inquisiteur (saison 2, épisode 7)
- 2023 : Baki Hanma : le professeur Albert Payne
- 2023 : Mech Academy : Les cadets (en) : le général Park
- 2023 : Pluto : le gourou de l'ordre anti-robot
- 2023 : Onmyōji : Celui qui parle aux démons : ?
- 2024 : T・P Bon (en) : Fereklos
- 2024 : Tales of the Empire : le général Grievous et Gilad Pellaeon
- 2024 : Tomb Raider : La Légende de Lara Croft : voix additionnelles
- 2024 : Dandadan : ? (version ADN)
- 2025 : Tales of the Underworld : l'Inquisiteur (épisode 1) et le grand-père (épisode 3)

### Jeux vidéo
- 2005 : Star Wars: Battlefront II : le général Grievous
- 2013 : Metro: Last Light : Khan
- 2013 : Disney Infinity : le général Grievous
- 2015 : Batman: Arkham Knight : Henry Shaw
- 2015 : Lego Dimensions : Henry « Looping » Murdock
- 2016 : The Witcher 3: Wild Hunt - Blood and Wine : ?
- 2017 : Prey : Hans Kelstrup, Jose Costa, Eddie Voss, Julien Howard, Frank Jones, Nils Kjaergaard et Matt Cothron
- 2017 : Lego Marvel Super Heroes 2 : voix additionnelles
- 2018 : Assassin's Creed Odyssey : voix additionnelles
- 2018 : Lego DC Super-Villains : Arsenal
- 2018 : Thronebreaker: The Witcher Tales : Gabor Zigrin
- 2018 : Star Wars Battlefront II : le général Grievous
- 2019 : Days Gone : Iron Mike
- 2019 : The Sinking City : Lewis et Sam Shaw
- 2020 : Assassin's Creed Valhalla : ?
- 2020 : Cyberpunk 2077 : Saul Bright, le coach Fred, l'inspecteur Stints et voix additionnelles
- 2021 : Resident Evil Village : Grigori
- 2022 : Lego Star Wars : La Saga Skywalker : le général Grievous
- 2022 : Gotham Knights : Pingouin
- 2023 : Diablo IV : ?
- 2023 : Final Fantasy XVI : ?
- 2023 : Starfield : ?
- 2023 : Cyberpunk 2077 : Phantom Liberty : ?
- 2023 : Marvel's Spider-Man 2 : voix additionnelles
- 2024 : Prince of Persia: The Lost Crown : l'ermite
- 2024 : Suicide Squad: Kill the Justice League : ?
- 2024 : Banishers: Ghosts of New Eden : le gouverneur Haskell, Andrew Whyte et Thomas Hake
- 2024 : Dragon Age: The Veilguard : le Haut commandeur
- 2025 : Rebel Moon : Blood Line : ?
- 2025 : Mafia: The Old Country : Bernardo Torrisi